# Coralie Fargeat
Coralie Fargeat (Paris, 1976), é uma diretora de cinema e roteirista francesa. Foi indicado ao Oscar 2025 por produzir, dirigir e roteirizar o filme de terror corporal A Substância.  

## Carreira
Em 2024, ela dirigiu The Substance (2024), um filme satírico de terror corporal estrelado por Demi Moore e Margaret Qualley que lhe rendeu o Prêmio do Festival de Cinema de Cannes de Melhor Roteiro e indicações ao Oscar 2025 de Melhor Filme, Melhor Direção e Melhor Roteiro Original e ao Globo de Ouro de Melhor Filme de Comédia ou Musical, Melhor Roteiro e Melhor Direção. A obra também recebeu nomeações ao Oscar de Melhor Atriz para Demi Moore e ao de Melhor Maquiagem e Cabelo; e ao Globo de Ouro de Melhor Atriz de Comédia ou Musical e Melhor Atriz Coadjuvante para Demi e Margaret Qualley, respectivamente.
Antes disso, Coralie ganhou reconhecimento com seu longa-metragem  de estreia Revenge, em 2017, pelo qual recebeu prêmios de vários festivais de cinema independentes.

## Estilo e Inspirações
Suas obras são conhecidas pelo alto teor simbólico e por equilibrarem violência e humor.
Fargeat lista David Cronenmberg, John Carpenter, David Lynch, Paul Verhoeven e Michael Haneke como cineasta que influenciaram o seu trabalho, assim como o estilo de vários diretores de cinema sul-coreanos.

## Filmografia
| Ano       | Título           | Notas                  |
| --------- | ---------------- | ---------------------- |
| 2003      | Le télégramme    | Curta-metragem         |
| 2008-2014 | Les Fées Cloches | Série de TV            |
| 2014      | Reality+         | Curta-metragem         |
| 2017      | Revenge          |                        |
| 2022      | The Sandman      | Episódio: "Collectors" |
| 2024      | The Substance    |                        |